# Enrique Almaraz y Santos
Enrique Almaraz y Santos (La Vellés, 22 settembre 1847 – Madrid, 22 gennaio 1922) è stato un cardinale e arcivescovo cattolico spagnolo.

## Biografia
Enrique Almaraz y Santos nacque il 22 settembre 1847 a La Vellés, provincia e diocesi di Salamanca, nella parte centro occidentale del Regno di Spagna. Studiò al seminario di Salamanca, dove nel 1876 ricevette il dottorato in teologia.
Ricevette l'ordinazione sacerdotale nel 1874 a Salamanca incardinandosi, ventisettenne, come presbitero dell'omonima diocesi.

### Ministero episcopale
Il 19 gennaio 1893 papa Leone XIII lo nominò, quarantacinquenne, vescovo di Palencia; succedette a Juan Lozano Torreira, deceduto settantaseienne il 4 luglio 1891 dopo aver guidato la diocesi per venticinque anni. Ricevette la consacrazione episcopale il 16 aprile seguente, presso la Collegiata di Sant'Isidoro a Madrid, per imposizione delle mani di Ciriaco María Sancha y Hervás, arcivescovo metropolita di Valencia e futuro cardinale, assistito dai co-consacranti José María Cos y Macho, arcivescovo-vescovo di Madrid y Alcalá de Henares ed anche lui futuro cardinale, e Jaime Cardona y Tur, vescovo titolare di Sion e vicario castrense per la Spagna; prese possesso della diocesi durante una cerimonia successiva svoltasi nella Cattedrale di Sant'Antonino a Palencia. Come suo motto episcopale il neo vescovo Almaraz y Santos scelse Bonus pastor animam suam dat pro ovibus suis, che tradotto vuol dire "Il Buon Pastore offre la vita per le sue pecore".
Il 18 aprile 1907 papa Pio X lo promosse, cinquantanovenne, arcivescovo metropolita di Siviglia; succedette a Salvador Castellote y Pinazo, morto improvvisamente all'età di sessant'anni il 23 dicembre 1906 ad appena diciassette giorni dalla nomina. Prese possesso della nuova sede durante una cerimonia svoltasi presso la Cattedrale di Santa Maria della Sede a Siviglia ed in seguito ricevette il pallio, simbolo di comunione tra la Santa Sede ed il metropolita.

### Cardinalato

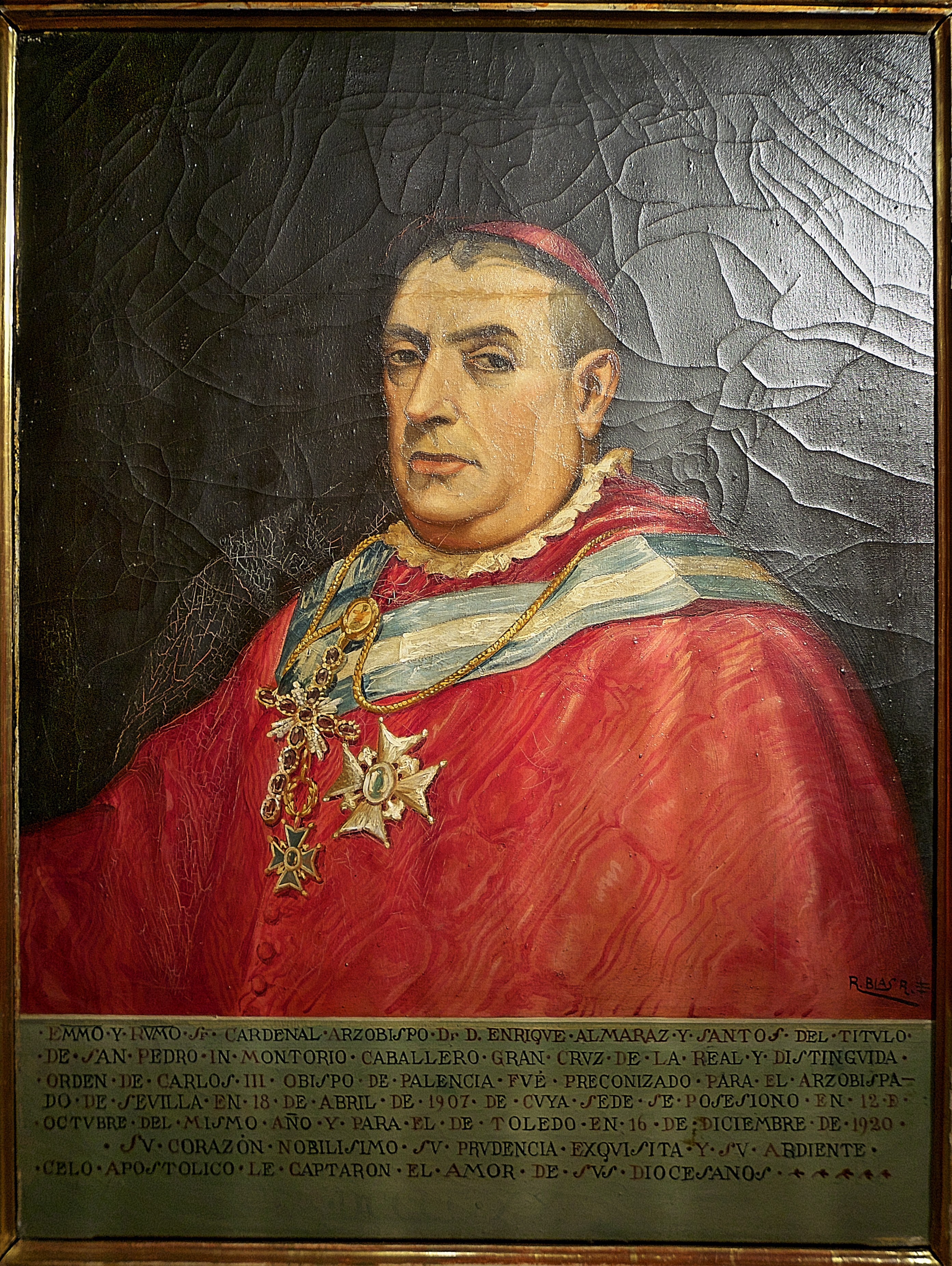
Rafael Blas Rodríguez, Ritratto di Enrique Almaraz y Santos.

Papa Pio X lo creò cardinale nel concistoro del 27 novembre 1911, all'età di sessantaquattro anni; il 2 dicembre 1912 gli vennero conferiti la berretta ed il titolo cardinalizio di San Pietro in Montorio, vacante dal 30 marzo 1895, giorno della morte del cardinale Francisco de Paula Benavides y Navarrete, O.S., arcivescovo metropolita di Saragozza.
Dopo la morte di papa Pio X, prese parte al conclave del 1914, che si concluse con l'elezione al soglio pontificio del cardinale Giacomo della Chiesa con il nome di Benedetto XV.
Il 16 dicembre 1920 papa Benedetto XV lo trasferì, settantatreenne, alla sede metropolitana di Toledo ricevendo contestualmente il titolo onorifico di primate di Spagna; succedette al cardinale Victoriano Guisasola y Menéndez, deceduto sessantottenne il 2 settembre precedente. Prese possesso della nuova sede durante una cerimonia svoltasi presso la Cattedrale di Santa María a Toledo ed in seguito ricevette di nuovo il pallio.
Morì il 22 gennaio 1922 a Madrid, all'età di settantaquattro anni, lo stesso giorno di papa Benedetto XV. Al termine dei solenni funerali, la salma venne tumulata secondo il suo volere di fronte alla Cappella di Santa Teresa nella Cattedrale di Santa María a Toledo.

## Genealogia episcopale e successione apostolica
La genealogia episcopale è:
- Cardinale Scipione Rebiba
- Cardinale Giulio Antonio Santori
- Cardinale Girolamo Bernerio, O.P.
- Arcivescovo Galeazzo Sanvitale
- Cardinale Ludovico Ludovisi
- Cardinale Luigi Caetani
- Cardinale Ulderico Carpegna
- Cardinale Paluzzo Paluzzi Altieri degli Albertoni
- Papa Benedetto XIII
- Papa Benedetto XIV
- Cardinale Enrico Enriquez
- Cardinale Francisco de Solís Folch de Cardona
- Vescovo Agustín Ayestarán Landa
- Arcivescovo Romualdo Antonio Mon y Velarde
- Cardinale Francisco Javier de Cienfuegos y Jovellanos
- Cardinale Cirilo de Alameda y Brea, O.F.M.
- Cardinale Juan de la Cruz Ignacio Moreno y Maisanove
- Cardinale Ciriaco María Sancha y Hervás
- Cardinale Enrique Almaraz y Santos

La successione apostolica è:
- Vescovo Adolfo Pérez y Muñoz (1909)
- Vescovo Manuel Torres y Torres (1913)
- Vescovo Manuel González García (1916)
- Vescovo Mateo Colom y Canals, O.S.A. (1921)